# Sumpf-Stendelwurz

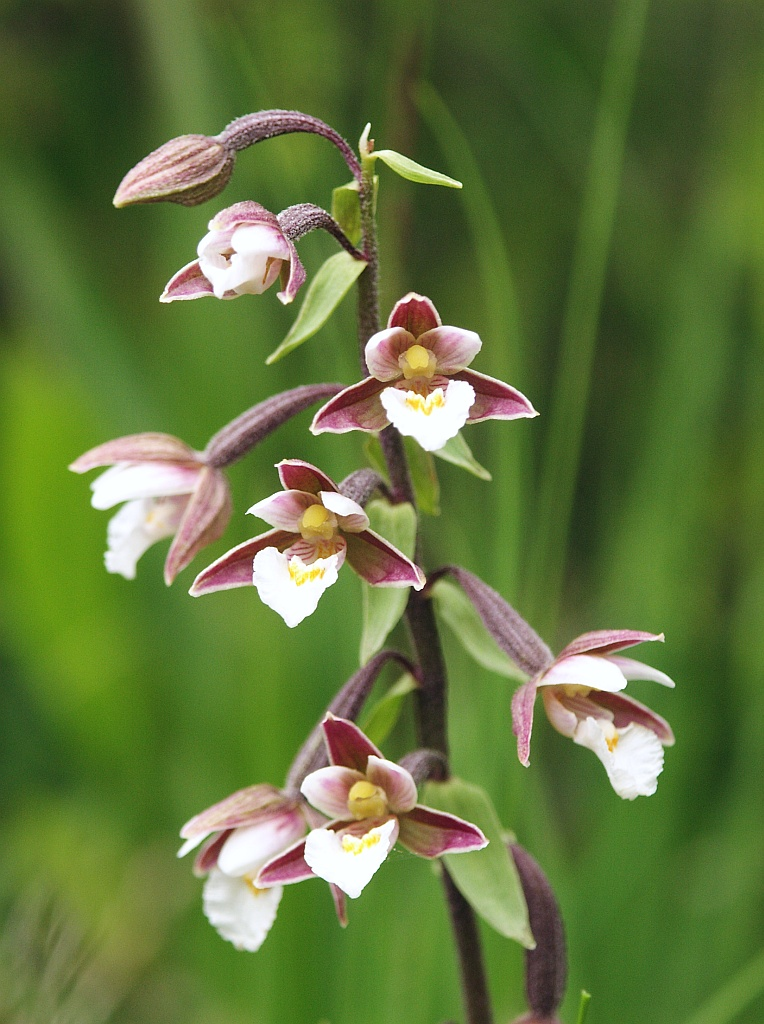
Blütenstand

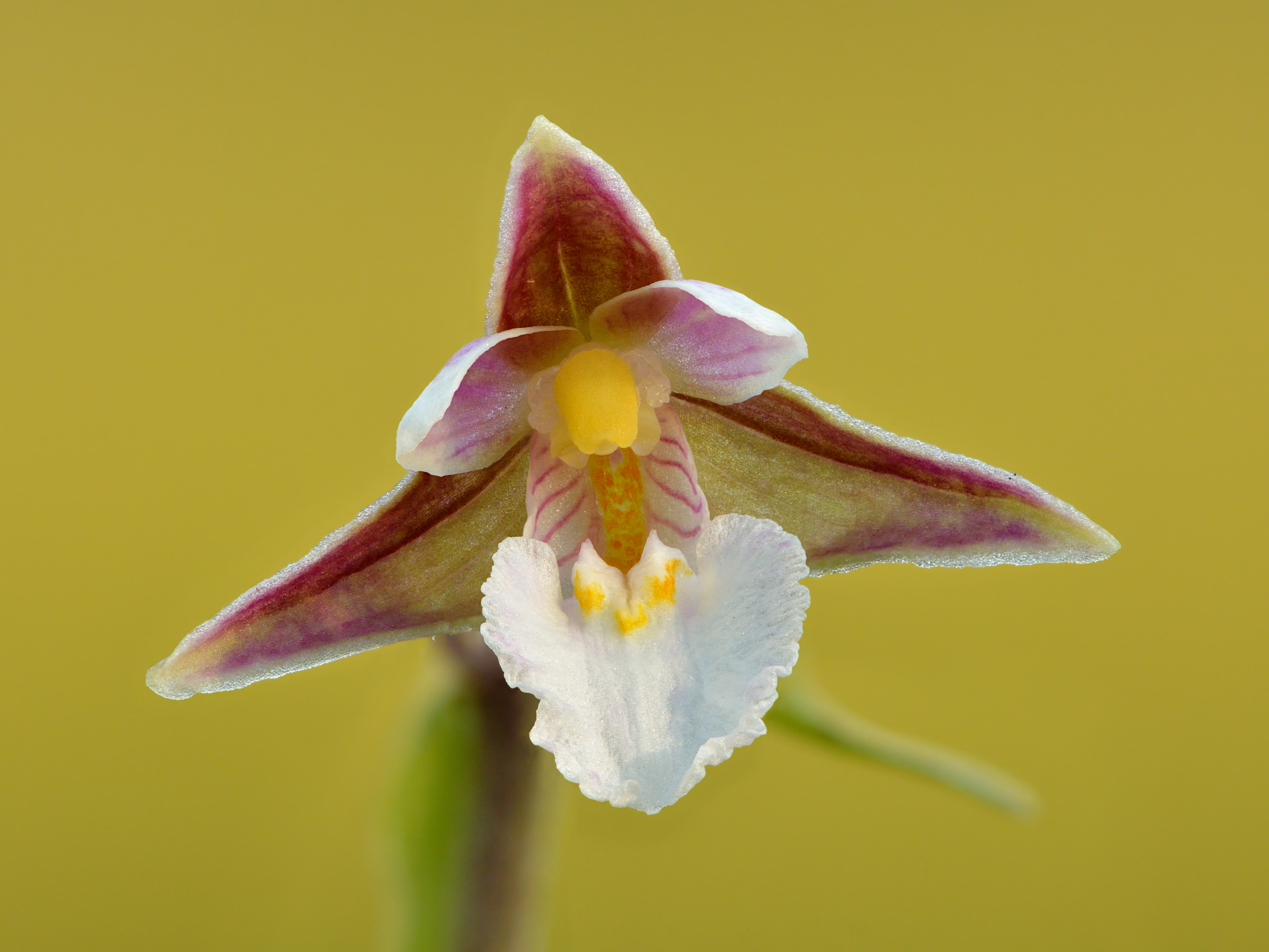
Blüte

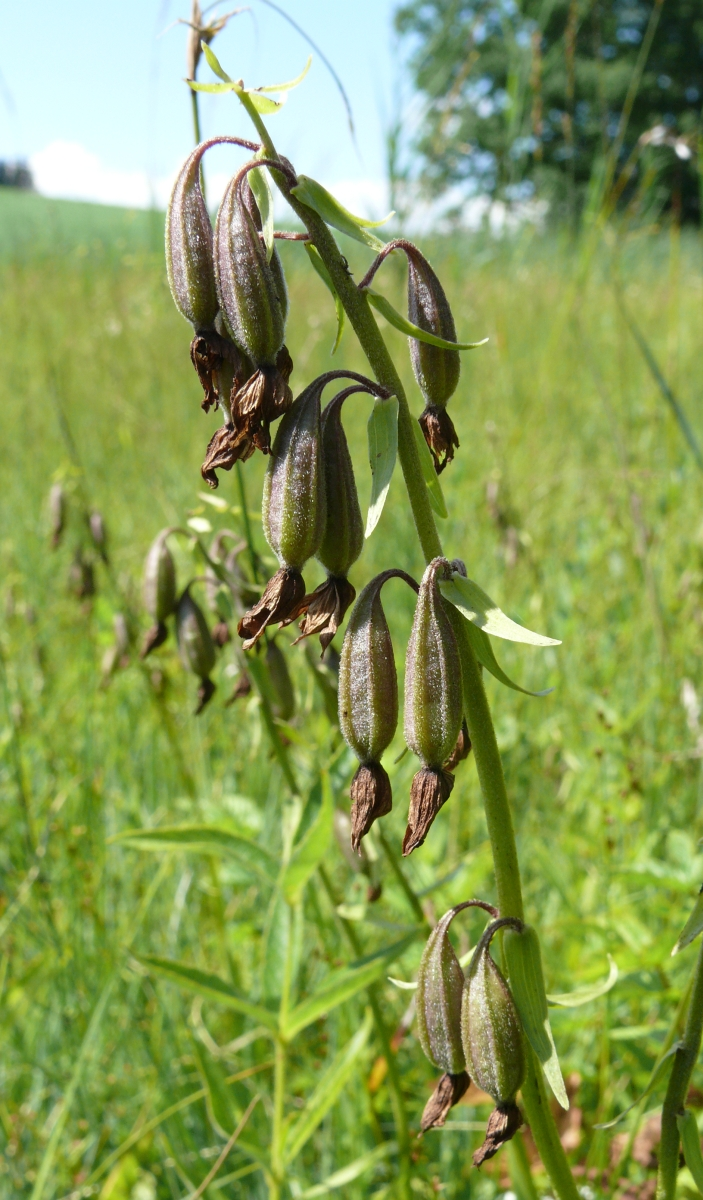
Fruchtstand

Die Sumpf-Stendelwurz (Epipactis palustris), die auch als Weiße Sumpfwurz, Echte Sumpfwurz oder Sumpf-Sitter bekannt ist, ist eine Art aus der Gattung der Stendelwurzen (Epipactis) innerhalb der Familie der Orchideengewächse (Orchidaceae). Die Namen nehmen Bezug auf die von dieser Art bevorzugten feuchteren, lichten Standorte, z. B. an quelligenStandorten wie Pfeifengraswiesen (mit Molinia-Arten) oder Binsenwiesen.

## Beschreibung
Die Sumpf-Stendelwurz ist eine sommergrüne, ausdauernde, krautige Pflanze. Sie bildet eine kriechende Grundachse mit abwärts gerichteten, behaarten Wurzeln und entwickelt lange, stark verzweigte, waagrechte Rhizome als Überdauerungsorgane. Während der Wachstumszeit werden mehrere Neutriebe gebildet. So kommt es zu einer vegetativen Vermehrung.

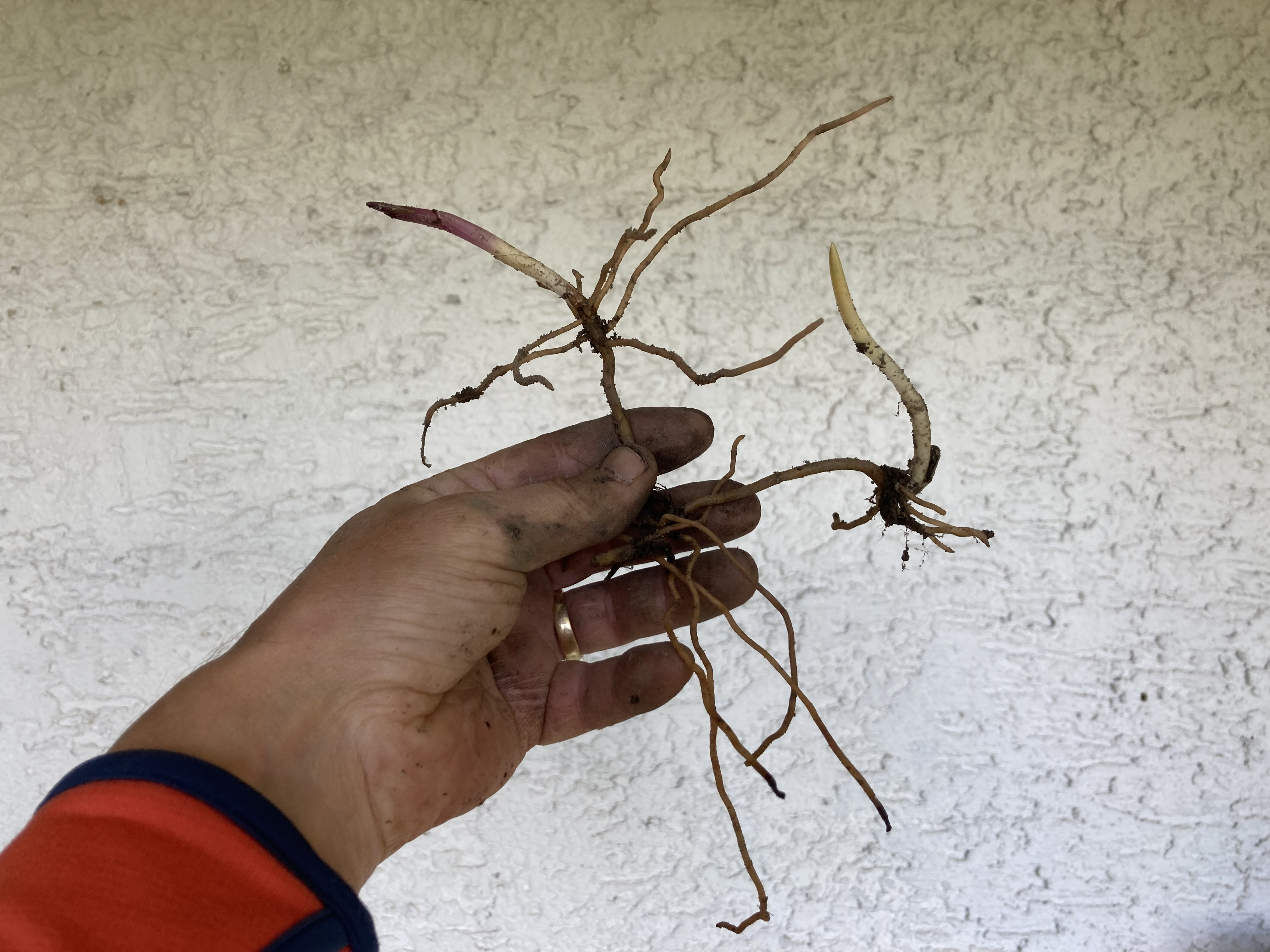
2 Rhizome von Sumpf-Stendelwurz Pflanzen nach mehrjähriger Aufzucht

Der aufrechte Stängel erreicht Wuchshöhen von 20 bis 50 Zentimetern. Besonders kräftige Exemplare können bis zu 80 Zentimeter hoch werden. An seinem Grund sitzen zwei bis vier schuppenartige, grün oder violett überlaufene Blätter.
Die fünf bis acht zweizeilig angeordneten Laubblätter sind im unteren Drittel des Stängels lanzettlich bis eiförmig spitz geformt mit einer Länge von 5 bis 10 Zentimeter und einer Breite von 2 bis 4 Zentimeter. Darüber sind sie tragblattartig geformt mit einer Länge von 2 bis 4,5 Zentimeter.
Der einseitswendige Blütenstand ist 6 bis 15 Zentimeter lang und meist lockerblütig mit fünf bis zwanzig Blüten besetzt. Die zwittrigen Blüten sind zygomorph. Die Blütenhüllblätter des äußeren Kreis des Perigons sind lanzettlich geformt. Das obere Blütenhüllblatt ist 8 bis 12 mm lang und 3,5 bis 4 mm breit, die beiden seitlichen sind etwas länger. Sie sind meist grünlich gefärbt und rot-violett überlaufen. Selten sind sie vollständig grün oder kräftig violett gefärbt. Die beiden oberen Blütenblätter des inneren Kreises sind ellipsoid bis eiförmig, 8 bis 11 mm lang, etwa 4 mm breit und weiß bis hellrosa gefärbt mit violetten Linien entlang der Aderung. Die Lippe (Labellum) ist in zwei Glieder geteilt und 9 bis 13 mm lang. Der hintere Teil der Lippe (Hypochil) ist schüsselförmig, weißlich gefärbt mit rötlich-violetter Linienzeichnung. In der Mitte wird Nektar abgesondert. Der vordere Teil der Lippe (Epichil) ist rund, weiß gefärbt und am Rand gewellt. Er besitzt am Grund zwei deutliche Wülste, die von einer orangeroten Linie umgeben sind. Vorder- und Hinterlippe sind durch ein bewegliches Glied verbunden.
Die Blütezeit liegt zwischen Juni und August.

## Genetik und Entwicklung
Die Sumpf-Stendelwurz hat einen Karyotyp von zwei Chromosomensätzen und jeweils 20 Chromosomen (Zytologie: 2n = 40).
Der Same dieser Orchidee enthält keinerlei Nährgewebe für den Keimling. Die Keimung erfolgt daher nur bei Infektion durch einen Wurzelpilz (Mykorrhiza).

## Ökologie
Bei der Sumpf-Stendelwurz handelt es sich um einen Rhizomgeophyten.
Die Bestäubung der Sumpf-Stendelwurz erfolgt durch Bienen, Fliegen und Grabwespen; gelegentlich kann es auch zur Selbstbestäubung kommen, wenn die Pollinien herabhängen und die Narben berühren.

## Vorkommen

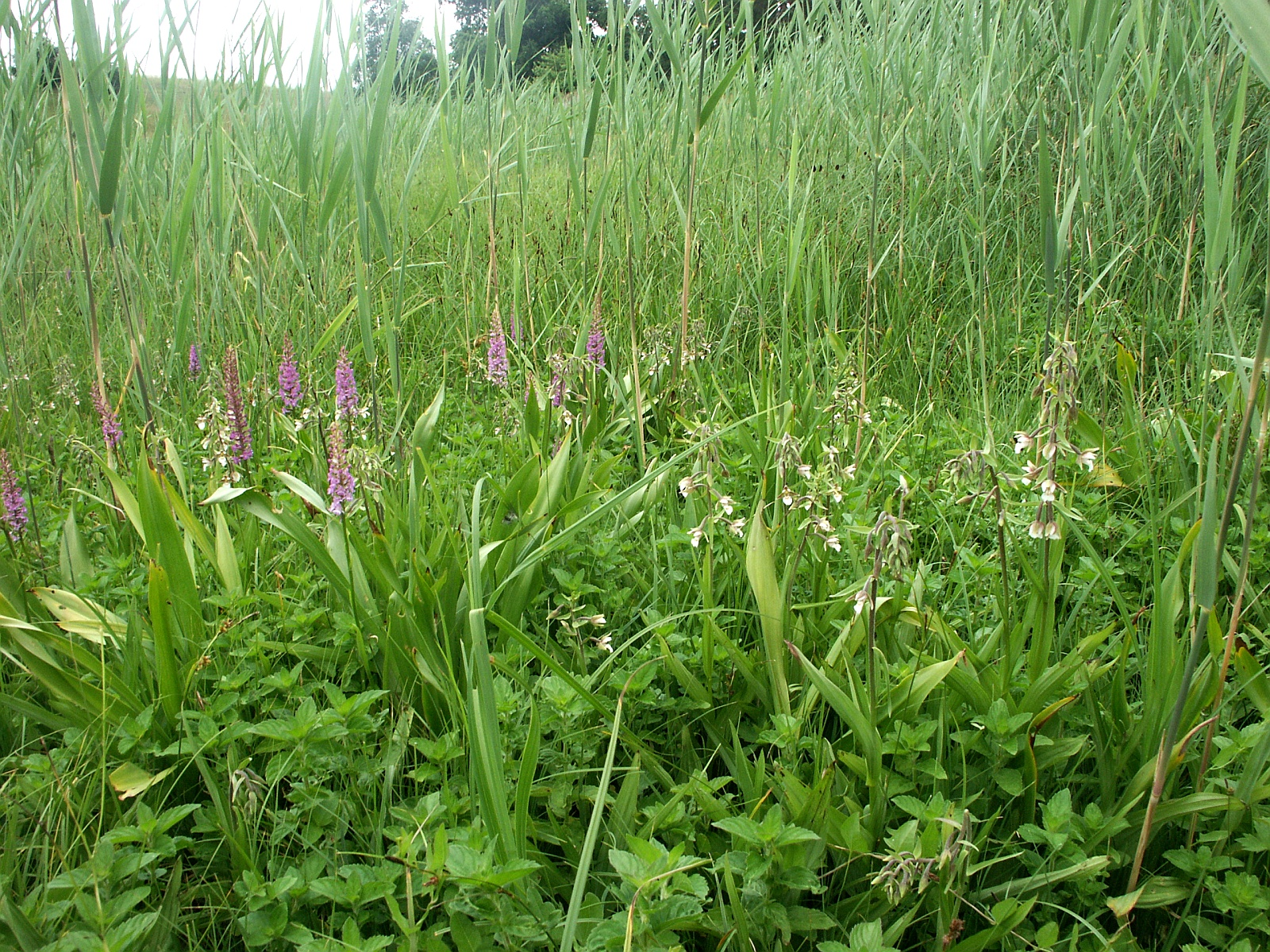
Sumpf-Stendelwurz am südlichen Rand der Frankenhöhe in Begleitung der Mücken-Händelwurz

Die Verbreitung der Sumpf-Stendelwurz zieht sich durch die temperate und submeridionale Florenzone durch Europa bis Vorderasien, in Asien weiter bis Sibirien, zur Mongolei,  Kaukasien und den Westen des Iran. Nach Norden dringt sie nur wenig in die boreale Zone nach Skandinavien vor, in der meridionalen Zone bis Italien, Griechenland und Anatolien. Sie kommt in Europa in fast allen Ländern vor und fehlt nur in Island und Moldau. In Nordamerika wurde sie im Jahr 2006 das erste Mal verwildert gefunden.
Nördlich der Mainlinie ist sie in Mitteleuropa seltener als südlich von ihr. Im Voralpengebiet und in den tieferen Lagen der Alpen kommt sie zerstreut vor, sie steigt kaum über Höhenlagen von 1500 Meter auf. In den Allgäuer Alpen steigt sie in Bayern am Gleitweg im Oytal bis zu 1460 m Meereshöhe auf.
Nach Baumann und Künkele hat die Art in den Alpenländern folgende Höhengrenzen: Deutschland 5–1460 Meter, Frankreich 0–2225 Meter, Schweiz 260–1735 Meter, Liechtenstein 430–1260 Meter, Österreich 120–1735 Meter, Italien 10–1700 Meter, Slowenien 50–1490 Meter. In Europa steigt die Art bis 2225 Meter auf, in China bis 3350 Meter Meereshöhe.
Insgesamt ist die Art selten, kommt aber an ihren Standorten meist in lockeren, aber oft in mäßig individuenarmen Beständen vor.
Deutschland
In Deutschland hatte die Sumpf-Stendelwurz einst eine weite Verbreitung. Die dichtesten Vorkommen liegen in Bayern in den Alpen und im Alpenvorland. In Thüringen, Brandenburg, Hessen,  Mecklenburg-Vorpommern und Baden-Württemberg gibt es ebenfalls noch in geringerem Maß mehrere aktuelle Nachweise. In den anderen Bundesländern sind die Vorkommen selten oder sehr selten geworden und weit verstreut. Die Art kommt auf der Insel Wangerooge im Ostinnengroden vor und unterschreitet dort die oben angegebene 5 Meter Linie.
Schweiz
In der Schweiz liegen die meisten aktuellen Vorkommen in der Nordschweiz um den Sarnersee, Vierwaldstättersee und Zürichsee bis zum Rheintal. Die Vielzahl der Funde ist auf eine intensive Kartierung bis zum Jahr 2000 zurückzuführen. Weiterhin gibt es noch mehrere Vorkommen um den Lac de la Gruyère. In der restlichen Schweiz liegen die verbliebenen noch aktuellen Vorkommen ebenfalls zerstreut. Die ökologischen Zeigerwerte nach Landolt et al. 2010 sind in der Schweiz: Feuchtezahl F = 4w+ (sehr feucht aber stark wechselnd), Lichtzahl L = 3 (halbschattig), Reaktionszahl R = 4 (neutral bis basisch), Temperaturzahl T = 3+ (unter-montan und ober-kollin), Nährstoffzahl N = 2 (nährstoffarm), Kontinentalitätszahl K = 3 (subozeanisch bis subkontinental).
Standorte
Die Sumpf-Stendelwurz braucht kalk- oder basenreichen, stickstoffarmen, sickerfeuchten oder zumindest zeitweise staunassen, feinkörnigen und humusreichen Boden. Sie kommt zuweilen auch in kalkfreien Feuchtgebieten vor. Sie besiedelt nasse Dünentäler, Pfeifengraswiesen, Quell- und Niedermoore, sickernasse Hänge, Seeufer, wechselfeuchte Mulden in Flussauen und lichte Kiefern- und Pappelwälder. Sie ist lichtliebend und daher auf eine niedrige Vegetation oder auf Mahd angewiesen. Zu nährstoffreiche Böden werden gemieden, ebenso eine zu starke Beschattung. Selten wächst sie auf trockeneren Böden, zum Beispiel in Begleitung des Helm-Knabenkrauts.

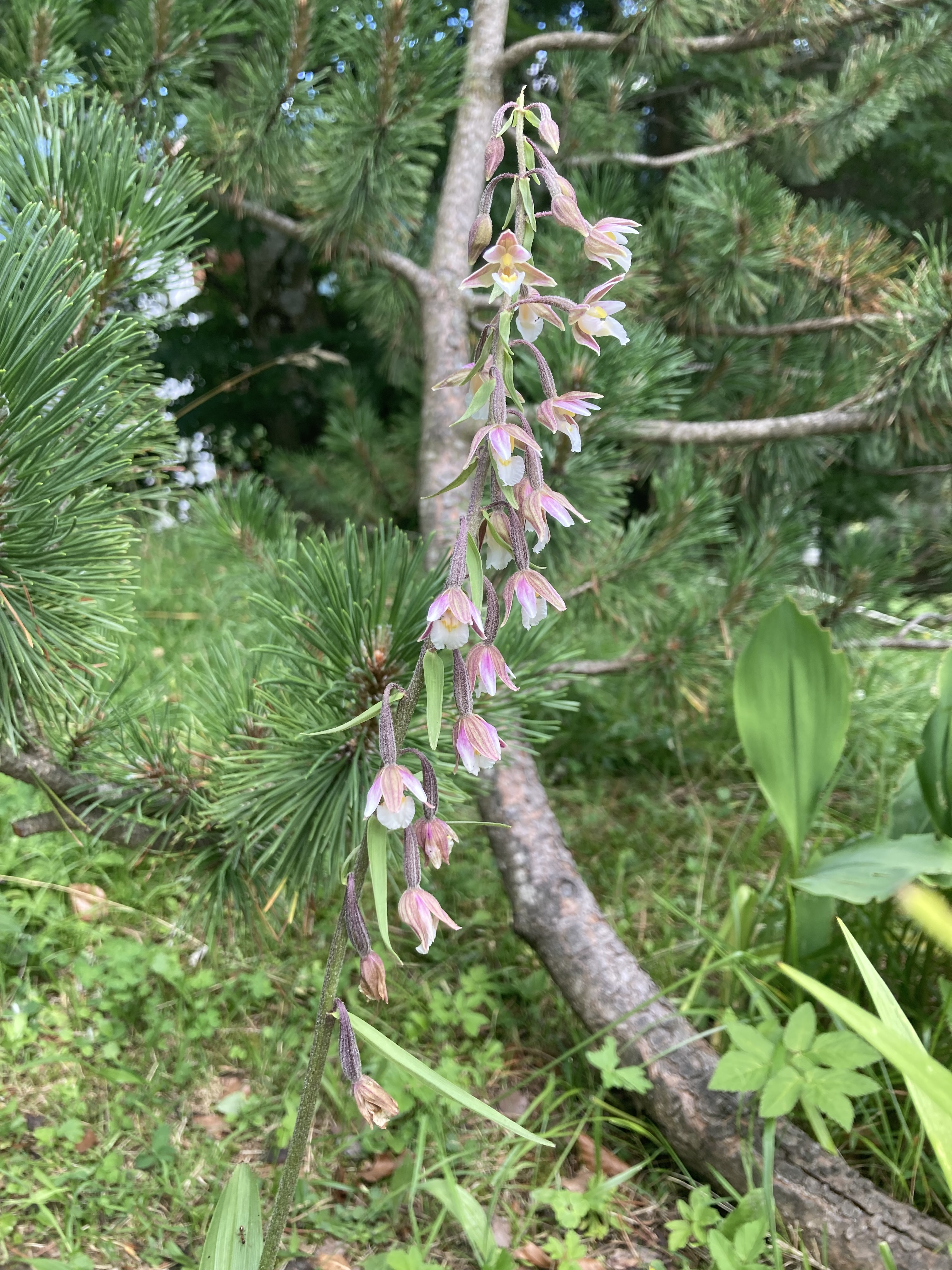
Sumpf-Stendelwurz in privatem Alpenblumengarten in Seefeld in Tirol

- Pflanzengesellschaften (Aufschlüsselung siehe Pflanzensoziologische Einheiten nach Oberdorfer):
  - Verband  Caricion davallianae (Kalk-Flachmoor, Kleinseggenriede)
  - Verband  Magnocaricion (Niedermoor-Großseggenriede)
  - Verband  Molinion caeruleae (Pfeifengraswiesen)
  - Verband  Calthion (Sumpfdotterblumenwiesen)

Sie besiedelt vorzugsweise Flachmoore, Wiesenmoore oder ungenutzte Streuwiesen am Rand von Moorgebieten, gelegentlich wächst sie auch an Ufern, in Auenwäldern oder- selten- in Dünentälern.

## Naturschutz und Gefährdung
Wie alle in Europa vorkommenden Orchideenarten steht auch die Sumpf-Stendelwurz unter strengem Schutz europäischer und nationaler Gesetze. Die Art ist in Deutschland durch die BArtSchV besonders geschützt.
- Rote Listen:

- Rote Liste Deutschland: 3+ (regional stärker gefährdet)
- Rote Liste Länder:

- Baden-Württemberg: 3
- Bayern: 3
- Berlin: 2
- Brandenburg: 2
- Hamburg: 1
- Hessen: 2
- Mecklenburg-Vorpommern: 2
- Niedersachsen + Bremen: 2
- Nordrhein-Westfalen: 2
- Rheinland-Pfalz: 2
- Saarland: 2
- Sachsen-Anhalt: 2
- Sachsen: 2
- Schleswig-Holstein: 1
- Thüringen: 2

Die größten Gefahren sind seit geraumer Zeit Stickstoffeintrag durch Düngen sowie Trockenlegen der Standorte. Besonders die in früherer Zeit häufigen Streuwiesen waren von diesen Maßnahmen betroffen. Durch die spätere Blütezeit besteht eine Gefährdung durch zu frühe Mahd. Um auf die Schutzwürdigkeit hinzuweisen, wurde im Jahr 1998  vom Arbeitskreis Heimischer Orchideen (AHO) in Deutschland die Sumpf-Stendelwurz zur Orchidee des Jahres erklärt.

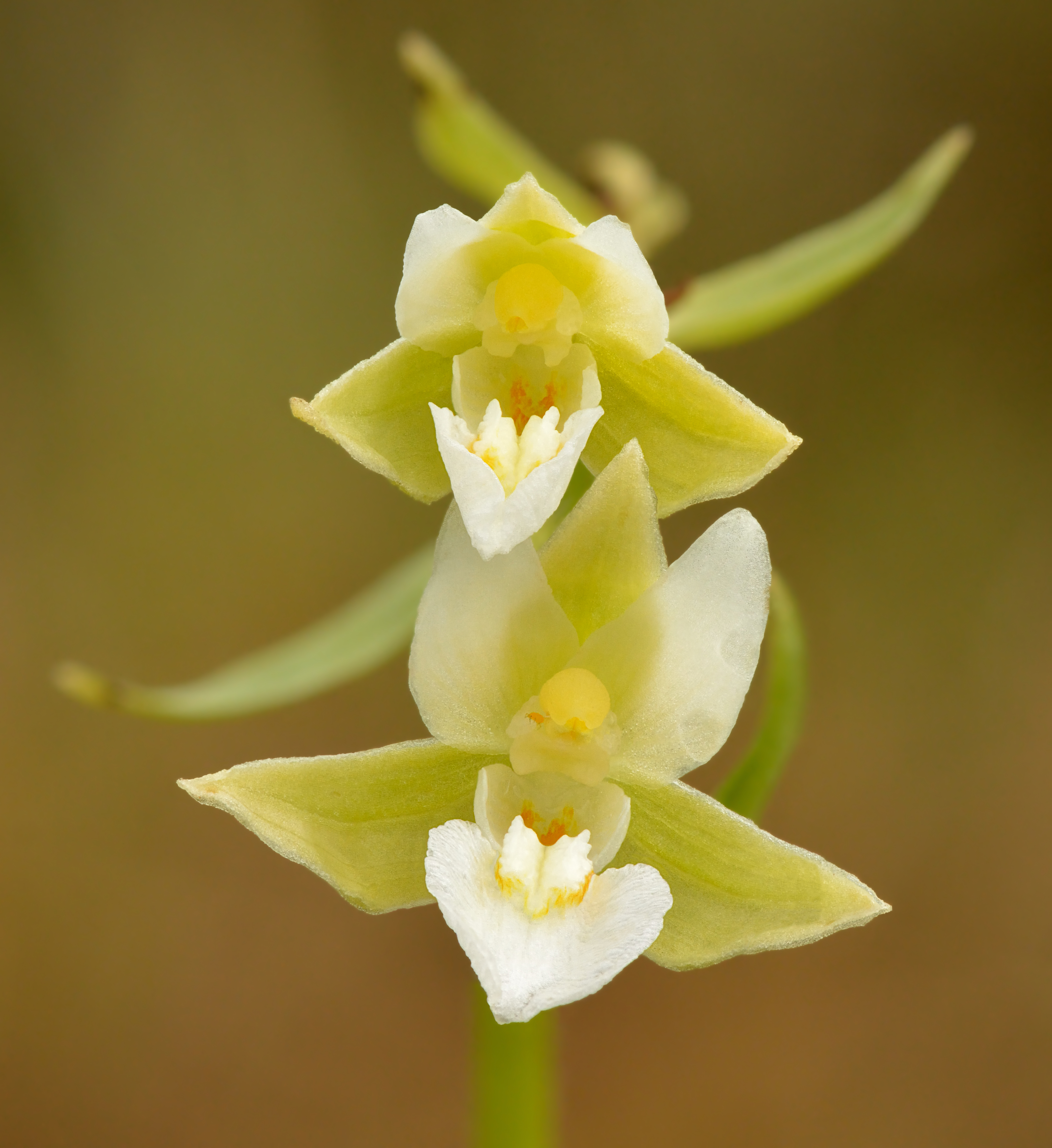
Weiß blühende Form

## Taxonomie und Systematik
Carl von Linné beschrieb diese Art 1753 in seinem Werk Species Plantarum, Tomus II S. 950 als Serapias helleborine var. palustris. Der Name gilt heute als Basionym. Er stufte sie als Varietät von Serapias helleborine ein, der heutigen Epipactis helleborine. Heinrich Johann Nepomuk von Crantz überführte sie 1769 als Epipactis palustris (L.) Cr. in Stirpium Austriarum Fasciculus. Editio Altera Aucta Band 2 Teil 6, S. 462 in die von Johann Gottfried Zinn 1757 begründete Gattung Epipactis. Thilo Irmisch unterteilte die Gattung 1842 mit ihren damals fünf bekannten Arten in zwei Sektionen. Die Sumpf-Stendelwurz gliederte er als einzige Art in die Sektion Arthrochilium. Als Synonyme sind folgende Namen beschrieben:
- Serapias helleborine var. palustris L. 1753 (Basionym)
- Helleborine palustris (L.) Hill 1756
- Serapias longifolia L. 1763
- Serapias palustris (L.) Mill. 1768
- Epipactis longifolia (L.) All. 1785
- Serapias longiflora Asso 1779
- Helleborine longifolia (L.) Moench 1794
- Cymbidium palustre (L.) Sw. 1799
- Helleborine latifolia Moench 1802
- Helleborine palustris (L.) Schrank 1814
- Epipactis salina Schur 1866
- Epipactis palustris f. ochroleuca Barla 1868
- Arthrochilium palustre (L.) Beck 1890
- Limodorum palustre (L.) Kuntze 1891
- Calliphyllon palustre (L.) Bubani 1901
- Amesia palustris (L.) A.Nelson & J.F.Macbr. 1913

### Unterarten, Formen, Varietäten
Eine gedrungene, wenigblütige Form, die in Dünen und auf meist trockeneren Flächen wächst, ist als Epipactis palustris f. ericetorum beschrieben worden. Als Pflanze feuchter Standorte dürfte es sich hier um eine Anpassung auf die geringere Feuchtigkeit handeln.

### Hybride
- Epipactis × pupplingensis K.P. Bell 1968 – (Epipactis atrorubens × Epipactis palustris)

Die Hybride zwischen Braunroter Stendelwurz und Sumpf-Stendelwurz wurde nach der Pupplinger Au benannt. Sie ist in der Regel gut zu bestimmen. Die Form der Blüte, besonders die der Vorderlippe, tendiert stark zur Sumpf-Stendelwurz, die meist dunkle Färbung vererbt die Braunrote Stendelwurz.
- Künstlich erzeugte Hybriden:

Die Sumpf-Stendelwurz hat sich als Nachzucht in Kultur nach einer Eingewöhnungsphase als relativ unempfindliche Pflanze erwiesen. Sie wurde daher gern als Kreuzungspartner für gärtnerische Hybriden verwendet.
- Epipactis Alegria (Epipactis palustris × Epipactis thunbergii)
- Epipactis Baskerville (Epipactis helleborine × Epipactis palustris)
- Epipactis Colorado (Epipactis atrorubens × Epipactis palustris)
- Epipactis Passionata (Epipactis palustris × Epipactis royleana)
- Epipactis Renate (Epipactis palustris × Epipactis veratrifolia)
- Epipactis Sabine (Epipactis gigantea × Epipactis palustris)
- Epipactis Ventura (Epipactis palustris × Epipactis mairei)

Durch das geringe Interesse und die nicht sehr einfache Vermehrung werden diese Hybriden nur selten in spezialisierten Gärtnereien angeboten.

### Verbreitungskarten
- Verbreitung auf der Nordhalbkugel
- Verbreitungskarte für Deutschland. In: Floraweb.
- Deutschland (AHO)
- Schweiz (AGEO)

### Regionales
- Die Orchideen der Rhön: Epipactis palustris, Sumpf-Stendelwurz
- AHO Bayern: Sumpf-Stendelwurz (Epipactis palustris)
- AGEO (Schweiz): Epipactis palustris
- Die Orchideen Deutschlands: Epipactis palustris
- Den virtuella Floran (schwedisch) Epipactis palustris